# 林奕華
林奕華（りん えきか）またはエドワード・ラム（Edward Lam,  - ）は、香港生まれの劇作家、舞台演出家、脚本家、エッセイスト、文化評論家、非常林奕華（Edward Lam Dance Theatre）の主宰。
同性愛者であることを早くから公式にカミングアウトした人物としても知られており、その作品には愛情観や異性愛と同性愛の相似点および相似点、また愛のありかたなどをテーマとしたものが多い。繊細なテーマを取り扱いながらも洗練された演出や構成により冷静かつ叙情的にまとめあげることができるクリエイターとして、各方面で高い評価を得ている。また進念二十面體主宰の胡恩威との合作による「東宮西宮」シリーズ（2003年スタート）では社会情勢や政治をテーマとし、広く一般にも受け入れられた。現在も続編上演を重ねる人気シリーズとなっており、かつてのバージョンでは自身も役者として舞台に登場している。

## 経歴
香港生まれ、祖籍は広東省中山。14歳で創作活動を開始し、78年に脚本家として香港のテレビ局TVBと契約する。同時に香港のラジオ局香港電台にて文化番組のDJを担当。その後、1982年に前衛劇団進念二十面體（zuni Icosahedron、ズニ・イコサヘドロン）の立ち上げに参加し、数十本の作品を制作する。
1990年に英国文化協会（ブリティッシュ・カウンシル）の後援を受け、ロンドン・パレスシアターの劇場芸術家として渡英。英国滞在中の1991年から、ヨーロッパ各地での作品上演を行い、1994年には「英國柏克萊新舞台獎」を受賞した。1995年に香港へ戻るまでの5年間で、80本あまりの創作劇を発表している。
帰国後は自身の主宰による「非常林奕華」（Edward Lam Dance Theatre、エドワード・ラム ダンスシアター）を中心とした創作活動のほか香港大学などを中心とした教育機関での文化教育にも参加している。またこの他、同じく香港を拠点とする映画監督の關錦鵬（スタンリー・クワン）と組み、映画「赤い薔薇、白い薔薇」などの脚本を担当。自身の映像作品では、香港芸術家連盟による1999年の年度賞を個人の映像作品「愛的教育」で受賞している。さらに新聞や雑誌、フリーマガジンなどでの執筆活動も盛んに行っており、その著作は現在までに数冊の単行本となってまとめられている。

## 主な作品

### 舞台劇
- 「男裝帝女花」（1995年、1996年）
- 「鹹濕使徒行傳」（1996年）
- 「兒女英雄傳之智取扯旗山」（1997年）
- 「愛的教育」（1997年）
- 「愛的教育二年級之A片看得太多了」（1998年、台湾のみ）
- 「行雷閃電」（1999年）
- 「兒女英雄傳II之可怕的父母」（1999年）
- 「什麼是青春之ICQ上的羅密歐與茱麗葉」（1999年）
- 「遠離瘋狂的人群」（2000年）
- 「愛在考試的季節」（2000年）
- 「我X學校」（2000年）
- 「27個女同學與17個男同學」（2001年）
- 「萬惡淫為首之赤裸裸的PARAPARA」（2001年）
- 「張愛玲，請留言」（2001年、2002年台北）
- 「GIRIGURU 搵食男女」（2002年）
- 「十八相送ーー18個與愛人分手的故事」（2002年）
- 「快樂王子」（2003年、香港、台北）
- 「東宮西宮」シリーズ（2003-2005年，進念二十面體の胡恩威との合作）
- 「半生緣」（2003年、2004年台北、2005年北京）
- 「大娛樂家」（2004年）
- 「戀人論語」（2005年、台湾でのみ上演された別バージョン）
- 「班雅明做愛計劃」（2005年、台北のみ）
- 「包法利夫人們」（2006年）
- 「萬世歌王」（2006年）
- 「水滸傳」（2006年）
- 「西遊記」（2007年）
- 「萬千師奶賀台慶」（2007年）

### 単行本
- 「Edward Lam on Love」
- 「Edward Lam on Cinema」